# Bernard Rośkiewicz
Bernard Rośkiewicz (ur. 5 maja 1920 w Załężu – ob. część Znamirowic, zm. 17 maja 2015 we Wrocławiu) – polski polityk, poseł na Sejm PRL IV, V, VI, VII i VIII kadencji. Budowniczy Polski Ludowej.

## Życiorys
Syn Wincentego i Marii. Od marca 1946 do lipca 1948 był nauczycielem i kierownikiem szkoły w Laskach. W latach 1948–1949 pełnił funkcję podinspektora szkolnego w Ząbkowicach Śląskich, w latach 1948–1950 sekretarza Oddziału Powiatowego Związku Nauczycielstwa Polskiego, a w latach 1949–1950 prezesa Oddziału Powiatowego Towarzystwa Przyjaciół Dzieci w Ząbkowicach Śląskich. Od grudnia 1949 do sierpnia 1950 był zastępcą przewodniczącego i przewodniczącym prezydium Powiatowej Rady Narodowej w Ząbkowicach Śląskich. W latach 1952–1956 był sekretarzem, w latach 1953–1956 członkiem prezydium, a od 1957 do 1983 wiceprzewodniczącym Wojewódzkiego Komitetu Frontu Jedności Narodu we Wrocławiu. Od 1957 pełnił funkcję wiceprzewodniczącego Zarządu Wojewódzkiego Towarzystwa Przyjaźni Polsko-Radzieckiej we Wrocławiu. W latach 1970–1975 zasiadał w Zarządzie Głównym TPPR. W latach 1973–1984 był wiceprzewodniczącym Wojewódzkiej Rady Narodowej we Wrocławiu.
W 1948 wstąpił do Stronnictwa Ludowego, gdzie był wiceprezesem Zarządu Powiatowego w Ząbkowicach Śląskich. W listopadzie 1949 przystąpił wraz z SL do Zjednoczonego Stronnictwa Ludowego, w którym do 1950 był wiceprezesem Powiatowego Komitetu Wykonawczego w Ząbkowicach Śląskich. W latach 1950–1953 był kierownikiem Wydziału Organizacyjnego Wojewódzkiego KW partii we Wrocławiu, w latach 1953–1956 członkiem prezydium WKW we Wrocławiu (od 1954 jako wiceprzewodniczący), zaś w latach 1956–1989 członkiem Naczelnego Komitetu (w latach 1985–1988 także jego prezydium) oraz prezydium Wykonawczego Komitetu ZSL we Wrocławiu. W 1956 był kierownikiem Wydziału Propagandy i Szkolenia NK ZSL, a w 1957 instruktorem NK ZSL. W latach 1957–1967 był wiceprezesem, a od 1967 do 1987 prezesem WK ZSL we Wrocławiu. W latach 1987–1989 był prezesem honorowym WK ZSL we Wrocławiu.
W 1965, 1969, 1972, 1976 i 1980 uzyskiwał mandat posła na Sejm PRL kolejno z okręgów Jelenia Góra, Legnica (dwukrotnie) i Wrocław (także dwukrotnie). W IV i V kadencji zasiadał w Komisji Spraw Wewnętrznych, w VI kadencji w Komisji Mandatowo-Regulaminowej i Komisji Spraw Wewnętrznych i Wymiaru Sprawiedliwości, w VII kadencji w Komisji Obrony Narodowej, a w VIII w Komisji Mandatowo-Regulaminowej i Komisji Obrony Narodowej.
Pochowany na Cmentarzu Grabiszyńskim we Wrocławiu (1/199/4).

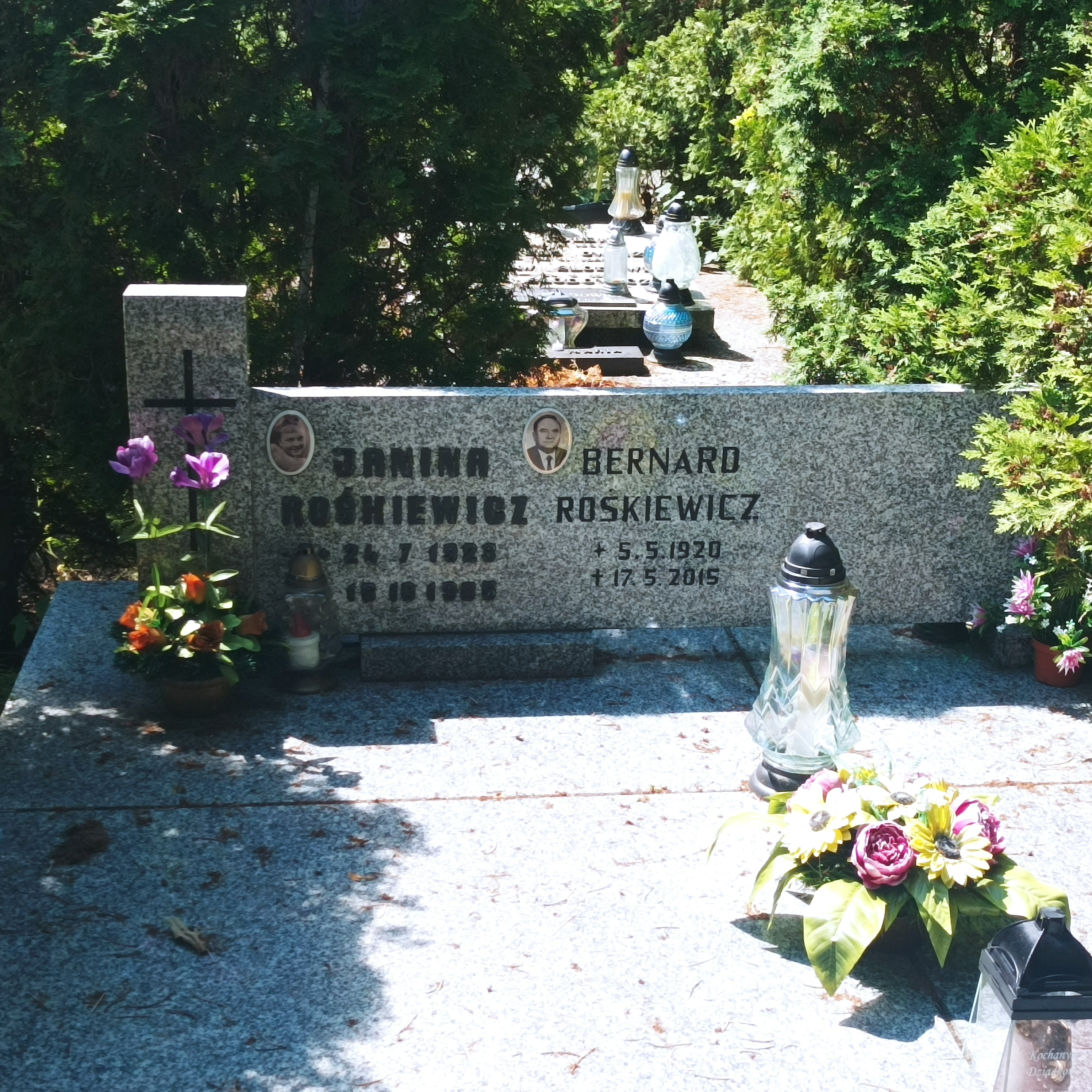
Grób Bernarda Rośkiewicza na Cmentarzu Grabiszyńskim

## Odznaczenia
- Order Budowniczych Polski Ludowej
- Krzyż Oficerski Orderu Odrodzenia Polski
- Krzyż Kawalerski Orderu Odrodzenia Polski (1955)[2]
- Order Sztandaru Pracy II klasy
- Medal 30-lecia Polski Ludowej
- Medal 10-lecia Polski Ludowej (1955)[3]
- Srebrny Medal „Za zasługi dla obronności kraju”
- Brązowy Medal „Za zasługi dla obronności kraju”
- Odznaka 1000-lecia Państwa Polskiego (1966)[4]
- Medal „Za zasługi dla ruchu ludowego” (1984)[5]